# Малые Памъялы
Малые Памъялы (горномар. Изи Пӓмйӓл) — деревня в Килемарском районе Республики Марий Эл. Входит в состав Кумьинского сельского поселения.

## География
Находится в западной части республики Марий Эл на расстоянии приблизительно 13 км по прямой на юго-запад от районного центра посёлка Килемары.

## История
Деревня образовалась в 1941 году разделением деревни Памъялы. В 1967 году в деревне проживали 35 человек, в 1974 году — 33. В 1988 году насчитывалось 9 домов, проживали 18 человек, из них 6 трудоспособных. В советское время работали колхозы «19 лет Октября», «Знамя» и СПК колхоз «Активист».

## Население
Население составляло 16 человек (мари 94 %) в 2002 году, 11 в 2010.